# Аугусто Перес Гармендия
Аугусто Перес Гармендия (на испански: Augusto Perez Garmendia) е испански военен. Той е началник на Генералния щаб на Испанската републиканска армия в Сан Себастиан по време на преврата от 1936 г., въпреки че официалният му пост е в Овиедо.

## Биография
След като иска да се върне на позицията си в Астурия, гражданският губернатор на Гипускоа го моли да остане в Страната на баските, тъй като тогава липсват достатъчно професионални войници, лоялни към Втората испанска република.
С липсата на муниции и оръжия в Сан Себастиан, на 21 юли Гармендия организира експедиция с 60 превозни средства до Витория-Гастейс, където подполковник Камило Алонсо Вега дезертира, за да победи бунтовниците. Гармендия се надява да може да разчита на части от артилерия и инженери, които да се присъединят към експедицията. След като събира колона от пехота в Мондрагон и с новините за бунта на Лойола и проблемите на Сан Себастиан, където силите на Валеспин са силни, Гармендия отива в Ейбар, за да превъоръжи и събере повече доброволци и да се върне в Сан Себастиан. Лоялните сили на републиканското правителство организират нова експедиция до Витория от Билбао.
Гармендия влиза в Сан Себастиан на 22 юли, като възстановява реда на 23-ти, след като превзема сградите, окупирани от бунтовниците. След това колоната заминава за фронта в Оярсун, където Гармендия е ранен и заловен на 28 юли и отведен в Памплона, където умира дни по-късно в резултат на гангрена от нелекуваните рани.